# Jean Piaubert
 Jean Piaubert  (* 27. Januar 1900 in Bordeaux, Frankreich; † 28. Januar 2002 in Paris) war ein französischer Maler und Grafiker. Er gehört zu den bedeutenden Vertretern der Abstrakten Kunst nach dem Zweiten Weltkrieg.

## Leben
Jean Piaubert besuchte ab 1918 die École des Beaux-Arts in Bordeaux. Nach der Absolvierung seines Militärdienstes zog er 1922 nach Paris und setzte sein Studium an der Académie de la Grande Chaumière fort.
Bei seiner Ankunft in Paris war Piaubert noch ein Landschaftsmaler, der seine Stilmittel auch dem Konstruktivismus entlehnte. In den Jahren zwischen 1933 und 1943 ist sein Stil nicht ganz eindeutig, nach 1945 beginnt er nur noch abstrakt zu malen.
Jean Piaubert hatte seine erste Einzelausstellung 1932 in der Galerie Zack in Paris. In den 1950er Jahren erweckt seine Kunst internationale Aufmerksamkeit. Er wird auf zahlreichen internationalen Ausstellungen gezeigt, unter anderem auf der documenta 2 1959 in Kassel. Zu seinen Werken zählen, neben Gemälden, Zeichnungen und Grafiken auch Bildteppiche.
Jean Piaubert starb mit 102 Jahren und einem Tag am 28. Januar 2002 in Paris.

## Wichtige Gruppenausstellungen
(Auswahl)
- nach 1933 Salon des Tuileries
- 1946 bis 1961 Salon de Mai
- 1946 Salon des Réalités Nouvelles
- 1947 Paris, deuxième volet de Peintures abstraites, galerie Denise René
- 1951 bis 1955 Biennale von São Paulo – 1. bis 3. Biennale
- 1953 New York: Young European Painters, Solomon R Guggenheim Museum
- Nach 1956, Salons de Mai und l’École de Paris
- 1959 documenta 2 in Kassel
- 1961 Biennale von Tokio.

## Wichtige Einzelausstellungen
(Auswahl)
- 1932 Galerie Zack Paris
- 1946 Galerie Creuze Paris
- 1947 Galerie Denise René Paris
- 1958 Brüssel, Caracas, Kopenhagen, Charleroi, Rotterdam, Mannheim, Düsseldorf, Hamburg, Dortmund, Münster, Wuppertal, Bremen, Lübeck
- 1959 Basel
- 1963 Brüssel, Charleroi
- 1964 Turin, Nantes
- 1965 Barcelona, Le Havre
- 1966 Paris, galerie Stadler
- 1968 Galerie Alexandre Iolas Paris
- 1970 Tokio
- 1974 Paris, Galerie Verbeke
- 1977 Galerie Artcurial
- 1981 Salon d’Automne, au Grand Palais
- 1985 Galerie Trigano, Paris
- 1990 Galerie Malaval, Lyon
- 1995 Paris, Pavillon de Bercy